# The Hope Six Demolition Project
Albums de PJ Harvey
Let England Shake
(2011) I Inside The Old Year Dying
(2023)
The Hope Six Demolition Project est le neuvième album studio de l'artiste anglaise PJ Harvey sorti le 15 avril 2016.
Il s'agit du premier album de PJ Harvey à se classer en tête des ventes au Royaume-Uni.

## Inspirations
Publié cinq ans après Let England Shake, l'album trouve son inspiration dans les voyages effectués entre 2011 et 2014 par PJ Harvey en compagnie du photographe et réalisateur Seamus Murphy au Kosovo, en Afghanistan et dans les quartiers pauvres de Washington,. Le titre de l'album fait référence au HOPE VI (en), un projet mené par le département du Logement et du Développement urbain des États-Unis visant à démolir des logements insalubres dans des quartiers pauvres puis rebâtir, mais les résidents n'ayant pas les moyens de vivre dans les nouveaux bâtiments trop chers, cela provoque une gentrification. Ces voyages ont aussi inspiré des poèmes à l'artiste, publiés en octobre 2015 dans un recueil illustré par des photos de Seamus Murphy et intitulé The Hollow of the Hand.

## Enregistrement
L'enregistrement a eu lieu à Somerset House à Londres du 16 janvier 2015 au 14 février 2015. Les séances, intitulées Recording in Progress, étaient ouvertes à un public réduit qui y assistait derrière un miroir sans tain.

## Distinction
The Hope Six Demolition Project est nommé pour le Grammy Award du meilleur album de musique alternative en 2017.

## Liste des titres
Toutes les chansons sont écrites et composées par PJ Harvey.
| No  | Titre                                     | Durée |
| --- | ----------------------------------------- | ----- |
| 1.  | The Community of Hope                     | 2:23  |
| 2.  | The Ministry of Defence                   | 4:11  |
| 3.  | A Line in the Sand                        | 3:33  |
| 4.  | Chain of Keys                             | 3:09  |
| 5.  | River Anacostia                           | 4:56  |
| 6.  | Near the Memorials to Vietnam and Lincoln | 2:59  |
| 7.  | The Orange Monkey                         | 2:47  |
| 8.  | Medicinals                                | 2:19  |
| 9.  | The Ministry of Social Affairs            | 4:10  |
| 10. | The Wheel                                 | 5:38  |
| 11. | Dollar, Dollar                            | 5:34  |

## Classements hebdomadaires
| Classement (2016)              | Meilleure place |
| ------------------------------ | --------------- |
| Allemagne (Media Control AG)   | 11              |
| Australie (ARIA)               | 7               |
| Autriche (Ö3 Austria Top 40)   | 8               |
| Belgique (Flandre Ultratop)    | 3               |
| Belgique (Wallonie Ultratop)   | 8               |
| Canada (Canadian Albums Chart) | 38              |
| Danemark (Tracklisten)         | 14              |
| Écosse (OCC)                   | 1               |
| Espagne (Promusicae)           | 12              |
| États-Unis (Billboard 200)     | 63              |
| France (SNEP)                  | 5               |
| Irlande (IRMA)                 | 2               |
| Italie (FIMI)                  | 17              |
| Norvège (VG-lista)             | 2               |
| Nouvelle-Zélande (RIANZ)       | 7               |
| Pays-Bas (Mega Album Top 100)  | 4               |
| Portugal (AFP)                 | 6               |
| Royaume-Uni (UK Albums Chart)  | 1               |
| Suède (Sverigetopplistan)      | 8               |
| Suisse (Schweizer Hitparade)   | 4               |